# ظل إبستين: غيسلين ماكسويل
ظل إبستين: غيسلين ماكسويل (بالإنجليزية: Epstein's Shadow: Ghislaine Maxwell)‏ هو مسلسل وثائقي أمريكي قصير يدور حول غيسلين ماكسويل وارتباطها بالمجرم الجنسي المدان جيفري إبستين. يتكون المسلسل من ثلاث حلقات ويعرض لأول مرة في الولايات المتحدة في 24 يونيو 2021 على قناة بيكوك وفي المملكة المتحدة في 28 يونيو 2021 على قناة سكاي دوكيومنتاريز.

## الحبكة
تدور أحداث المسلسل حول غيسلين ماكسويل وارتباطها بالمجرم الجنسي المدان جيفري إبستين، مما أدى إلى اعتقالها ومحاكمتها المقبلة، قبل إدانتها.

## الحلقات
| ر. الإجمالي | العنوان    | المخرج       | تاريخ العرض الأصلي |
| --- | ---------- | ------------ | ------------------ |
| 1 | «الحلقة 1» | باربرا شيرير | 24 يونيو 2021      |
| 2 | «الحلقة 2» | باربرا شيرير | 24 يونيو 2021      |
| 3 | «الحلقة 3» | باربرا شيرير | 24 يونيو 2021      |
| يجادل محامو إبستين إن الملاحقة القضائية الفيدرالية في نيويورك عام 2019 تعادل خطر المُحاكمة المضاعفة لأنه حصل على اتفاقية حصانة فيدرالية عام 2008 لنفس الجرائم المزعومة بعد أن أقر بالذنب في تهم أقل خطورة في ولاية فلوريدا. |            |              |                    |

## الإنتاج
في مايو 2021، أُعلن أن باربرا شيرير أخرجت مسلسلًا محدودًا من ثلاث حلقات يدور حول غيسلين ماكسويل وارتباطها بالمجرم الجنسي المدان جيفري إبستين، مع شركتي بيكوك وسكاي دوكيومنتاريز، للتوزيع في الولايات المتحدة والمملكة المتحدة على التوالي، وشركة أباكوس ميديا رايتس للتوزيع في جميع أنحاء العالم.

## وصلات خارجية
- ظل إبستين: غيسلين ماكسويل على موقع IMDb (الإنجليزية)
- ظل إبستين: غيسلين ماكسويل على موقع قاعدة بيانات الفيلم (الإنجليزية)